# Семеен сблъсък
„Семеен сблъсък“ (на английски: Domestic Disturbance) е американски психологически трилър от 2001 г. на режисьора Харолд Бекър, с участието на Джон Траволта, Винс Вон, Тери Поло, Стийв Бусеми и Мат О'Лиъри.

## Актьорски състав
| Актьор               | Роля                  |
| -------------------- | --------------------- |
| Джон Траволта        | Франк Морисън         |
| Винс Вон             | Рик Барнс/Джак Парнел |
| Тери Поло            | Сюзън Морисън         |
| Мат О'Лиъри          | Дани Морисън          |
| Стийв Бусеми         | Рей Колман            |
| Рубен Сантяго-Хъдсън | Сержант Едгар Стивънс |
| Крис Елис            | Детектив Уорън        |
| Анджелика Пейдж      | Пати                  |

## Продукция
През април 2001 г., докато снимат филма във Уилмингтън, Северна Каролина, актьорът Стийв Бусеми е нарязан в лицето, докато се намесва в битка в бар между приятеля му Винс Вон, сценариста Скот Розенбърг и местният мъж Тимъти Фогърти, за когото се твърди, че е подбудил сбиването.

## Пускане
Paramount Pictures провежда световната премиера на филма в студиото на 30 октомври 2001 г. Звездите на филма бяха на посещение, както и няколко гостуващи знаменитости. Филмът е официално пуснат на 2 ноември 2001 г. в 2,910 кина чрез Съединените щати.

### Домашна употреба
Филмът е пуснат на DVD от 3 септември 2002 г.

## В България
В България филмът е издаден на VHS и DVD от 11 декември 2002 г., разпространяван от Александра Видео.